# Jésus-Noël Sheke Wadomeme
 (juin 2025).
Motif : élu régional et non national
- Archive Wikiwix
- Bing
- Cairn
- DuckDuckGo
- E. Universalis
- Gallica
- Google
- G. Books
- G. News
- G. Scholar
- Persée
- Qwant
- (zh) Baidu
- (ru) Yandex
- (wd) trouver des œuvres sur Wikidata

| 1. | Préciser le motif de la pose du bandeau. | Précisez le motif de la pose du bandeau en utilisant la syntaxe suivante : {{admissibilité à vérifier\|date=juin 2025\|motif=remplacez ce texte par le motif}}                                 |
| 2. | Informer les utilisateurs concernés.     | Pensez à avertir le créateur de l'article, par exemple, en insérant le code ci-dessous sur sa page de discussion : {{subst:avertissement admissibilité à vérifier\|Jésus-Noël Sheke Wadomeme}} |

Jesus-Noël Sheke Wa Domene Laku, né le 25 décembre 1979 à Kinshasa (République démocratique du Congo), est un homme politique congolais. Il exerce à Kinshasa, où il a été élu député provincial de la commune de Lingwala avant d’être nommé ministre provincial chargé du Plan, du Budget, de l’Emploi et du Tourisme au sein du gouvernement provincial de Kinshasa.

## Biographie
Jesus-Noël Sheke est marié et père de famille. Consultant en communication institutionnelle, il est également entrepreneur et chef d'entreprises. Il dirige notamment Eproxy-Group, une société spécialisée dans la planification et l’organisation d’événements de grande envergure. Cette entreprise a participé à la coordination logistique de la visite du pape François à Kinshasa, du 31 janvier au 3 février 2023, ainsi qu’à l'organisation des activités des neuvièmes Jeux de la Francophonie, organisés du 28 juillet au 6 août 2023,.
Il est également l’initiateur et coordonnateur du think tank INK (Initiative pour une Nouvelle Kinshasa), un espace de réflexion visant à promouvoir des stratégies de développement durable pour la ville de Kinshasa.

## Parcours politique
À l’issue des élections législatives provinciales du 20 décembre 2023, Jesus-Noël Sheke est élu député provincial de la circonscription de Lingwala, à Kinshasa. Il est nommé, le 31 juillet 2024, ministre provincial en charge du Plan, du Budget, de l’Emploi et du Tourisme. Sa nomination est validée par l’Assemblée provinciale de Kinshasa le 3 août 2024.
Durant ses fonctions, il suspend l’implantation anarchique de dispositifs publicitaires dans la ville et œuvre à la réorganisation du tourisme dans la région de la N’Sele.